# Каленцана (кантон)
Каленцана (фр. Calenzana) — упразднённый в 2015 году кантон во Франции, находился в регионе Корсика, департамент Верхняя Корсика. Входил в состав округа Кальви.
Всего в кантон Каленцана входило 6 коммун, из них главной коммуной являлась Каленцана. 22 марта 2015 года все 6 коммун вошли в состав  кантона Кальви.

## Коммуны кантона
| Коммуна     | Население, чел. (1999) | Почтовый индекс | Код INSEE |
| ----------- | ---------------------- | --------------- | --------- |
| Галерия     | 302                    | 20245           | 2B121     |
| Каленцана   | 1 722                  | 20214           | 2B049     |
| Мансо       | 106                    | 20245           | 2B153     |
| Монкале     | 201                    | 20214           | 2B165     |
| Монтегроссо | 354                    | 20214           | 2B167     |
| Цилия       | 212                    | 20214           | 2B361     |

## Население
Население кантона на 2008 год составляло 3298 человек.
| 1962 | 1968 | 1975 | 1982 | 1990 | 1999 | 2006 | 2007 | 2008 |
| ---- | ---- | ---- | ---- | ---- | ---- | ---- | ---- | ---- |
| 2117 | 2269 | 2552 | 2836 | 2652 | 2897 | —    | —    | 3298 |